# Attila rufus
Attila rufus là một loài chim trong họ Tyrannidae.